# الصالحية (حيش)
الصالحية قرية سورية تتبع ناحية حيش في منطقة معرة النعمان في محافظة إدلب. بلغ عدد سكانها 794 نسمة في عام 2004 حسب إحصاء المكتب المركزي للإحصاء.